# 1700 en France
Température la plus basse notée à l'observatoire de Paris : - 3.7°
Température la plus haute notée à l'observatoire de Paris ( à l'ombre à l'abri de tout reflet) : 26.5°
Hauteur annuelles des pluies : 542.6 mm
Chronologie de la France
- 1696
- 1697
- 1698
- 1699
- 1700
- 1701
- 1702
- 1703
- 1704

Cette page concerne l’année 1700 du calendrier grégorien.

## Événements
- 22 janvier : l’archevêque de Paris, Noailles, sympathisant janséniste, est nommé cardinal[2].

- Février : les procédures, actes notariés et tous actes publics en Roussillon seront rédigés en français sous peine de nullité[3].

- 13 mars : la France et l’Angleterre s’accordent sur la succession d’Espagne[4].
- 25 mars : la France et les Provinces Unies s’accordent sur la succession d’Espagne[4].

- 29 juin : arrêt du conseil d’État établissant un conseil général du commerce[5].

- 24 août : l’assemblée du clergé réunie à Saint-Germain-en-Laye accorde au roi un « don gratuit » de 3,5 millions de livres[6].

- 2 octobre : le roi Charles II d’Espagne désigne le duc d'Anjou comme son successeur[4].

- 1er novembre: mort de Charles II d’Espagne[4].
- 12 novembre : après s’être posé la question de la guerre en Europe, Louis XIV accepte le testament de Charles II d’Espagne ; le 16 novembre, il présente son petit-fils, le duc d’Anjou, à l’ambassadeur d'Espagne et à la cour comme roi d’Espagne[4]. Philippe d’Anjou succède au dernier Habsbourg et devient Philippe V, premier roi Bourbon d'Espagne (fin du règne en 1746).